# Walter Eichenberger
Walter Rudolf «Wale» Eichenberger (* 28. November 1946 in Bern; heimatberechtigt in Beinwil am See) ist ein ehemaliger Schweizer Fussballtorhüter, der von der Saison 1968/69 bis im Sommer 1983 beim BSC Young Boys unter Vertrag stand. Zudem kam er als Torhüter der Schweizer Nationalmannschaft 1979 zu einem Einsatz.

## Karriere

### Vereine
Eichenberger spielte bereits in der Jugend bei den Junioren der Young Boys, wo der als bester Torhüter der Young-Boys-Vereinsgeschichte geltende Walter Eich sein Lehrmeister war. Eichenberger schaffte es in der Saison 1968/69 in die erste Mannschaft, die in der damals Nationalliga A genannten höchsten Spielklasse der Schweiz spielte. Sein Debüt gab er am 17. August 1968 beim 3:0-Heimsieg gegen den FC Luzern. Mit einer kurzen Ausnahme spielte er während seiner gesamten Karriere für die Young Boys. In der Saison 1974/75 wurde er mit ihnen Vizemeister, 1976/77 gewann er mit ihnen als Captain den Schweizer Cup (1:0-Sieg im Final gegen den FC St. Gallen). Er stand noch zwei weitere Male mit den Young Boys im Cupfinal, 1978/79 (1:1 und 2:3-Niederlage im Wiederholungsspiel gegen den Servette FC) und 1979/80 (1:2-Niederlage gegen den FC Sion).
In der ersten Hälfte der Saison 1981/82 spielte Eichenberger kurz leihweise als Ersatz für den verletzten Torhüter Hans Küng beim FC Basel. Sein Debüt dort gab er am 7. November 1981 im St. Jakob-Park, als Basel gegen Neuchâtel Xamax 1:1 spielte. Während seiner Leihzeit bestritt Eichenberger fünf Ligaspiele für Basel.
Insgesamt absolvierte Eichenberger zwischen 1968 und 1986 331 Ligaspiele für die Young Boys. Im Sommer 1983 beendete er seine aktive Karriere. Sein Verein richtete für ihn und den gleichzeitig zurücktretenden Köbi Brechbühl 1984 ein Abschiedsspiel mit berühmten Schweizer und deutschen Exfussballern aus – auf Schweizer Seite u. a. Hans-Otto Peters, Karl Odermatt und Kudi Müller, auf deutscher Seite Uwe Seeler, Wolfgang Fahrian, Franz Beckenbauer, Paul Breitner, Wolfgang Overath, Günter Netzer und Lothar Emmerich, alle von der «Uwe Seeler Traditionself».
Beim 11. Schweizer Meistertitel des BSC Young Boys in der Nationalliga-A-Saison 1985/86 und noch bis zur Saison 1995/96 war Eichenberger Sportchef der Young Boys. Er spielte noch gelegentlich für die YB Old Stars.

### Nationalmannschaft
Eichenberger wurde auch für die Nationalmannschaft aufgeboten. Er bestritt ein Spiel für die Schweizer A-Mannschaft am 22. Mai 1979 im Berner Wankdorf-Stadion beim 2:0-Sieg der Schweiz gegen Island in der Qualifikationsgruppe 4 der Fussball-Europameisterschaft 1980. Beim Rückspiel in Island (1:2-Niederlage) war er Ersatztorhüter. Zudem spielte er mehrmals für die B-Mannschaft.

## Erfolge
BSC Young Boys
- Schweizer Cupsieger 1976/77
- Schweizer Meister 1986 (als Sportchef)

## Nach der Fussballkarriere
Nach seiner Fussballkarriere etablierte sich Eichenberger in der Versicherungsbranche als Leiter der Niederlassung Kirchenfeld der Winterthur Versicherungen. Er spielt Golf.